# Onekaka (fleuve)
Le fleuve Onekaka  (en anglais : Onekaka River) est un cours d’eau de la région de Tasman dans l’Île du Sud de la Nouvelle-Zélande. 

## Géographie
Il s’écoule vers le sud à partir de sa source située dans le nord-est du Parc national de Kahurangi, atteignant la Golden Bay 13 kilomètres au nord-ouest de la ville de Takaka.
(en) Land Information New Zealand, « détail emplacement: Onekaka (fleuve) », sur New Zealand Gazetteer (consulté le 12 juillet 2009)